# Antonio Franconi
Antonio Franconi (Udine, 5 de agosto de 1737-París, 6 de diciembre de 1836) fue un jinete y empresario circense italiano.

## Trayectoria
Era parte de una familia de la nobleza veneciana. Huyó a Francia tras matar a un oponente en un duelo, donde permaneció hasta 1756. En el circo, trabajó como domador de leones en Lyon y en números de exhibición de canarios amaestrados en Francia y España.
En 1783 fue contratado por Philip Astley, el creador del circo moderno, para su espectáculo en su Amphithéatre Anglais de París. Más tarde, en 1793, con motivo de la Revolución francesa, Astley le arrendó su circo, período en el que se conoció como Cirque Franconi.Debido al tamaño reducido del teatro, trasladó el circo al recinto de un antiguo Convento de las Capuchinas, donde construyó cuadras y un nuevo teatro conocido como Cirque Olympique.
En su circo, Franconi, mostraba nuevos y variados sus espectáculos, especialmente números ecuestres,en los que se solían finalizar las actuaciones con representaciones históricas, como La toma de la Bastilla o Don Quijote de la Mancha, con montajes acompañados de pirotecnia.Contó, además, con el primer elefante del mundo haciendo números circenses, llamado Baba.
En 1807, Franconi cedió su empresa a sus dos hijos, Laurent y Henri,quienes adquirieron reputación como notables empresarios de circo. Laurent fue uno de los mejores jinetes de la historia del circo e introdujo los ejercicios «en libertad», es decir, sin bridas, dirigiendo los caballos con un látigo desde el centro de la pista. Henri, por su parte, era reconocido por escribir pantomimas y por ser un excelente saltador a caballo.Su nieto, Víctor, fundó el primer hipódromo al aire libre de París, donde desarrolló un circo extravagante que influyó especialmente en los circos Ringling Brothers and Barnum & Bailey Circus de Estados Unidos.Su bisnieto, Charles, dirigió el Cirque d'Hiver.

## Reconocimientos
Se suele considerar a Franconi como el fundador del circo francés y a su familia como una de las más conocidas dinastías del circo especializada en la innovación del espectáculo ecuestre del siglo XIX.
Franconi ha sido representado en diferentes películas como, Mazeppa, de 1993 dirigida por Bartabas, en la que el personaje de Franconi y el  Cirque Olympique hacen de escenario para contar la vida del pintor francés Théodore Géricault, quien se queda a vivir en el circo para pintar caballos y tratar de comprender el misterio de este animal,o La meravigliosa avventura di Antonio Franconi, una película italiana de 2011 dirigida por Luca Verdone, basada en su historia a través de la visión de un niño.